# Přibyslavští z Modlíkova

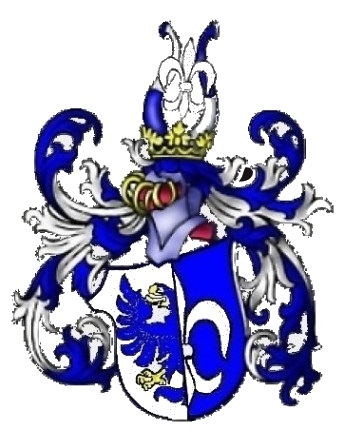
Erb Pržibislawských z Modlíkova

Přibyslavští z Modlíkova (dříve psáno Pržibislawský, dnes ještě také Přibislavský) byli český vladycký rod, pocházející zřejmě z města Přibyslav.

## Historie
V den sv. Vojtěcha (23. dubna) roku 1602 obdržel bohatý čáslavský měšťan, dlouholetý čáslavský konšel, krajský berník a královský rychtář Jiržik Pržibislawský „za věrné služby a čestné zachování“ od císaře Rudolfa II. erb a predikát z Modlíkova (ves nedaleko Přibyslavi).
V roce 1605 zakoupil ves Šebestěnice a psal se „z Modlíkova na Šebestěnicich“. 
Jiržik Pržibislawský zemřel předčasně v roce 1610 a zanechal po sobě manželku Kateřinu a syny Samuela a Jiřího Jana a dceru Voršilu.

## Erb
Štít polovičný, pravé pole bílé a v něm polovičný orel modrý s celou hlavou, maje pysky otevřené a jazyk vyplazený, levé pole modré a v něm polovičná dvojnásobná lilie bílé barvy, kolčí helm s přikryvadly modrými bílými, koruna zlatá, z níž vynikají dva buvolí rohy barvami na přič rozdělené, pravý shora bílý a modrý, levý modrý a bílý, mezi nimi lilie celá bílé barvy. 